# Sexting in Suburbia
Sexting in Suburbia —Silencio roto en España— es un telefilme realizado en el año 2012 y distribuida por Lifetime. Película protagonizada por Liz Vassey, Jenn Proske, Ryan Kelley y Kelli Goss. Esta película desarrolla el tema del acoso escolar (bullying), con trágicas consecuencias.

## Argumento
Dina (Jenn Proske) llega a casa y cuando su madre Rachel (Liz Vassey) no la ve, sube a su habitación. Y para cuando Rachel sube a buscarla, ella se ha ahorcado. Luego del entierro, con el apoyo de su amiga, Patricia Reid (Judith Hoag), Rachel empieza la  búsqueda para averiguar los motivos por los que se suicidaría una chica aparentemente feliz. Y es cuando descubre una foto de su hija desnuda y comienza a atar cabos.
Seis meses antes, Dina era una de las chicas más populares que había conseguido una beca universitaria. Dina asistió al baile escolar con su novio Mark Carey (Ryan Kelley), y su mejor amiga Claire Stevens (Rachel Parsons). Sin embargo, durante el baile, Mark se marchó con la hija de Patricia, Skylar Reid (Kelli Goss) en una limusina. Esa misma noche, para que Mark recuperara la atracción física por ella, Dina se desnudó y se tomó la foto con el celular, para luego enviársela a Mark. Al día siguiente, Claire le dice a Dina que todos han visto la foto, y ahora ella es víctima de una serie de acosos (Bullying).
Rachel intenta ubicar al culpable de que la foto se filtrara de forma viral y que todos lo vieran. Desconfía de dos personas, una es Mark, el que recibió la foto, y la otra es Skylar, la hija de Patricia que sentía celos de la buena suerte de Dina. Mientras intenta encontrar al culpable. Rachel es boicoteada continuamente por los administradores de la escuela, que le temen un escándalo público. Claire ayuda a Rachel mostrándole vídeos de Dina antes de morir, donde explicaba lo que le pasaba antes de colgarse. Mediante investigaciones policiales, Rachel descubre que el mensaje fue enviado desde el teléfono de Mark una sola vez. La policía detiene a Mark, pero lo liberan porque resulta no haber sido el culpable.
Al parecer, otra de las razones por las que Dina se colgó, fue porque Skylar convenció a Claire de contarle a los maestros sobre la foto de Dina. Esto provocó que ella fuera expulsada del equipo de hockey, su deporte favorito, y que perdiera la beca. Pronto comienzan a llegar mensajes anónimos. Rachel recibe cartas cortadas de revistas donde dice que deje de investigar, pues no llegará a nada. Un ladrillo con una nota igual pegada rompe el vidrio de la sala unos días después. E incluso Rachel recibe una llamada de Mark, informándole que han hecho un grafiti en la tumba de Dina: "Dina Van Cleve es una ramera". Patricia anima a Rachel y le aconseja no rendirse en lo que está haciendo. Rachel le pregunta si puede interrogar a Skylar, pero la chica asegura no haber enviado la foto ella.
Para su enorme sorpresa, Rachel descubre que la foto fue enviada desde el teléfono de Claire, lo que puede significar que ella fue la culpable. Claire le dice que no se lo envió a nadie y que su teléfono se lo olvidó en la limusina la noche del baile. El celular llegó a la casa de los Reid, donde lo recibió Patricia. En la casa de los Reid, Skylar le confiesa a su madre haber enviado la foto de Dina solo a Claire, con el simple propósito de que "dejara de verla como a una santa". Patricia admite haber hecho viral la foto, debido a que iba a "opacar" todo el tiempo a Skylar. Ella, loca de tristeza y disgustada por lo que ha hecho su madre, sale corriendo de la casa y se roba el coche. Pocos minutos más tarde, un coche policial llega a casa de los Reid, donde un policía arresta a Patricia por distribución de pornografía infantil. Skylar, ocupada revisando un mensaje de disculpa de su madre, choca contra un árbol y queda paralítica.
Rachel le dice a Patricia que lamenta lo que le pasó a Skylar, y que lamenta que viera a su dulce hija Dina como "una amenaza", pero que de todas formas la verá en la corte. Unas semanas más tarde, Claire llama Rachel para que vaya a la escuela, junto con Skylar, ahora en silla de ruedas. Claire da un discurso sobre el mal que le hicieron a Dina y que no pueden revivirla, pero que acceden a dejar sus celulares por un año, a modo de disculpa. La película termina con Rachel viendo un vídeo de su hija, diciendo las cosas que le gustan, sus amigos y su familia.

## Reparto
- Liz Vassey como Rachel Van Cleve.
- Jenn Proske como Dina Van Cleve.
- Ryan Kelley como Mark Carey.
- Kelli Goss como Skylar Reid.
- Rachel Parsons como Claire Stevens.
- Judith Hoag como Patricia Reid.
- Adjovi Koene como Valerie.
- Celeste Oliva como Cathy.
- Ken Cheeseman como Byron.
- Sarah Cote como Sarah.
- Kayla Harrity como Karen.